# Smoothsort

Der Smoothsort-Algorithmus beim Sortieren eines Arrays aus permutierten Werten.

Das Smoothsort-Sortierverfahren ist eine Variation von Heapsort, welche von Edsger W. Dijkstra 1981 entwickelt wurde. Der Vorteil liegt darin, dass es im Best-Case mit einem Aufwand von {\displaystyle {\mathcal {O}}(n)} bei vorsortierten Folgen auskommt. Auf Grund der Kompliziertheit wird es aber selten benutzt. Dies liegt daran, dass es im Worst-Case und Average-Case mit einer Laufzeit von {\displaystyle \Theta (n\cdot \log n)}  keine Verbesserung gegenüber dem Heapsort-Algorithmus mitbringt.